# 布里奇沃特 (緬因州)
布里奇沃特（英語：Bridgewater）是一個位於美國緬因州阿魯斯圖克縣的市鎮。

## 人口
根據2020年美國人口普查的數據，布里奇沃特的面積為100.93平方千米，當中陸地面積為100.49平方千米，而水域面積為0.44平方千米。當地共有人口532人，而人口密度為每平方千米5人。